# 四清水库 (贺州市)
四清水库是中国广西壮族自治区贺州市境内的一座水库，位于贺江支流沙冲河上，建于1966年。水库正常库容为344万立方米，集雨面积为80平方千米，海拔为64.15米。